# Sebouh David Aslanian
Sebouh David Aslanian ist ein US-amerikanischer Historiker mit armenischen Wurzeln. Er ist Professor für moderne armenische Geschichte an der University of California, Los Angeles. Seine Fachgebiete sind Geschichte der frühen Neuzeit, armenische Geschichte und die Armenische Sprache. Aslanian arbeitet mit mikrogeschichtlichen Forschungsansätzen.

## Wirken und Rezeption
Sein bisher einflussreichstes Buch From the Indian Ocean to the Mediterranean: The Global Trade Networks of Armenian Merchants from New Julfa untersucht das Aufkommen und die Entwicklung des globalen Handelsnetzwerks zwischen den Jahren 1605 und 1747 von Armenischen Seidehändlern, welche in Neu-Dschulfa, Isfahan angesiedelt waren. Dabei basierte er seine Nachforschungen auf Quellen aus sieben Sprachkreisen und konsultierte dabei über 30 unterschiedliche Archive aus 12 verschiedenen Ländern. Sein Augenmerk liegt dabei nicht auf eurozentristischen Dokumenten, sondern auf armenischen Primärquellen. Diese enthalten Briefe, Verträge, Kassenbücher und andere handgeschriebene Dokumente der armenischen Händler.
Mit seinem ausführlich recherchierten Buch beschreibt Aslanian die Auswirkung des Fernhandels auf die Gliederung des gemeinschaftlichen Lebens der Händler und ihre sozialen, wirtschaftlichen und politischen Strukturen. Gleichzeitig untersucht er die Herausbildung von Vertrauensnetzwerken und erläutert die Bedeutung des «trans-imperialen Kosmopolitismus», welcher die Identität und Geschäftsetikette der armenischen Händler prägte.
Bisherigen Studien, die sich mit Handel betreibenden Diasporas auseinandergesetzt haben, steht er kritisch gegenüber, da sie Vertrauen zwischen Vertretern der gleichen Ethnie oder Religion für selbstverständlich halten. Um dieses Konzept des Vertrauens neu zu bewerten, bedient er sich der Sozialkapitaltheorie. Diese beschreibt Normen für den geeigneten Umgang in einem Netzwerk und die Sanktionen für deren Nichtbefolgen. Dabei bewertet er, so Patricia Risso von der University of New Mexico, Sozialkapital als höchst relevant für jene Händler, welche über lange Zeit und ferne Distanzen hinweg auf Partnerschaften angewiesen sind.

## Schriften
- From the Indian Ocean to the Mediterranean: The Global Trade Networks of Armenian Merchants from New Julfa. University of California Press, Oakland 2011, ISBN 9780520947573